# America (Cattelan)
Lui, America è una scultura dell'artista italiano Maurizio Cattelan.
Esempio di arte partecipata satirica, è un water perfettamente funzionante realizzato per il Museo Solomon R. Guggenheim nel 2016 interamente in oro 18 carati dal peso di 103 kg. È stato rubato nel settembre 2019 dal Blenheim Palace, dove era esposto in prestito dalla collezione permanente del Museo Solomon R. Guggenheim.